# 南岳镇 (达州市)
南岳镇，是中华人民共和国四川省达州市达川区下辖的一个乡镇级行政单位。

## 行政区划
南岳镇下辖以下地区：
街道社区、神农村、板桥村、尖角村、田坝村、水河村、九元村、玉祖村、铁咀村、印子村、打锣村、旋顶村、跳蹬村、天保村、排路村、槽门村和文峰村。